# Крозье, Роже
Роже́ Алла́н Крозье́ (фр. Roger Allan Crozier; 1942-1996) - канадский хоккеист.

## Карьера
Свою игровую карьеру Роже Крозье начал в команде OHA-Jr. «Сент-Катаринс Типис», проведя в 1959-62 годах 170 игр. В 1960 году команда завоевала Мемориальный кубок. А сам Роже трижды (1960, 1961, 1962) входил в символическую сборную лиги.
В 1960-63 годах также играл в AHL в составе «Баффало Байзонс», проведя 8 игр. Кроме того, выступал в команде EPHL (существовавшей в 1959-63 годах) в составе «Су-Сент-Мари Тандербёрдс» (1961/62; 3 игры) и «Сент-Луис Брэйвз» (1962/63).
В 1963/64 году в AHL выступал в составе «Питтсбург Хорнетс», проведя 70 игр за сезон. По итогам сезона попал во вторую символическую сборную лиги, а также удостоен Дадли (Ред) Гарретт Мемориал Эворд и Гарри (Хэп) Холмс Мемориал Эворд. В том же сезоне дебютировал в НХЛ в составе «Детройт Ред Уингз». Уже в 1965 году завоевал Конн Смайт Трофи и Колдер Трофи, а также включён в символическую сборную по итогам сезона. За 8 сезонов провёл 323 игры.
В 1970 году оказался в «Баффало Сейбрз» в обмен на Тома Уэбстера, где за 6 лет провёл 211 игры.
Последний год карьеры - 1977/78 провёл в Вашингтон Кэпиталз.
В 2000-2007 годах в НХЛ вручался приз Роже Крозье Эворд, которым отмечался голкипер, сыгравший минимум 25 игр и закончивший сезон с лучшим процентом отраженных бросков.